# Suin (Saône-et-Loire)
Suin ist eine französische Gemeinde mit 274 Einwohnern (Stand: 1. Januar 2022) im Département Saône-et-Loire in der Region Bourgogne-Franche-Comté (vor 2016 Bourgogne). Sie gehört zum Arrondissement Charolles und zum Kanton Charolles (bis 2015: Kanton Saint-Bonnet-de-Joux). 

## Geographie
Suin liegt etwa 50 Kilometer südwestlich von Chalon-sur-Saône.
Nachbargemeinden von Suin sind Saint-Bonnet-de-Joux im Norden, Pressey-sous-Dondin im Nordosten, Sivignon im Osten, Trivy im Südosten, Verosvres im Süden, Beaubery im Westen und Südwesten sowie Vendenesse-lès-Charolles im Westen und Nordwesten.

## Bevölkerungsentwicklung
| Jahr                      | 1962 | 1968 | 1975 | 1982 | 1990 | 1999 | 2006 | 2011 | 2016 |
| Einwohner                 | 477  | 424  | 369  | 325  | 321  | 304  | 289  | 283  | 268  |
| Quelle: Cassini und INSEE |      |      |      |      |      |      |      |      |      |

## Sehenswürdigkeiten

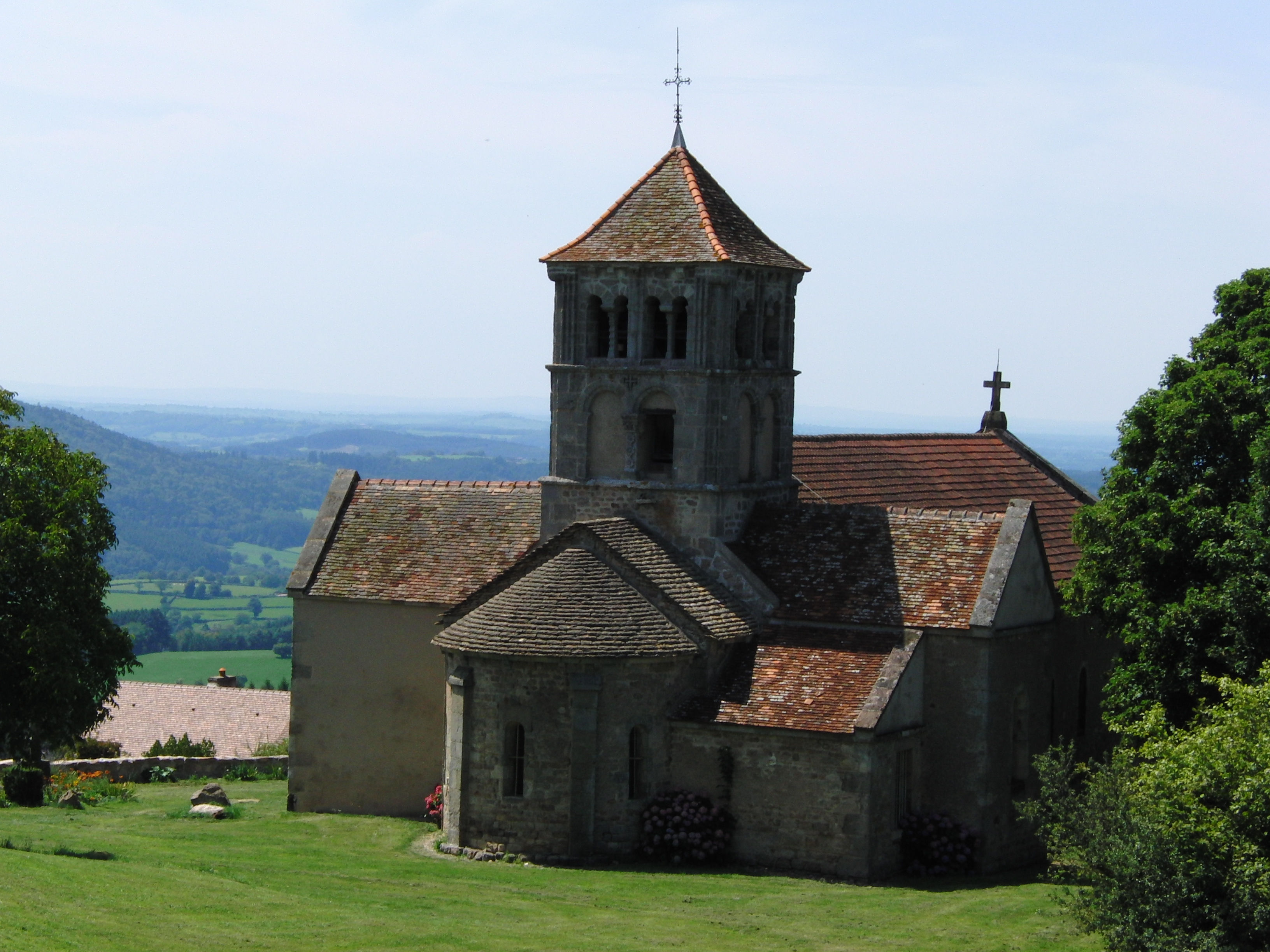
Kirche Notre-Dame-de-l'Assomption

- Kirche Notre-Dame-de-l'Assomption